# Antelmo Severini
Antelmo Severini (Arcevia, 2 giugno 1828 – Pausula, 6 giugno 1909) è stato un orientalista e traduttore italiano.

## Biografia
Primo docente in assoluto di sinologia e iamatologia in Italia, insegnò lingue dell'Estremo Oriente dal 1863 presso il Regio Istituto Studi Superiori (oggi Università Statale di Firenze). Fu traduttore dei classici giapponesi e scrisse una Fiaba del nonno tagliabambù (1888) e uno splendido Uomini e paraventi (1872), da un romanzo dello scrittore giapponese Ryūtei Tanehiko.